# Volkspolizei / 1985
Volkspolizei / 1985 ist ein Dokumentarfilm der Staatlichen Filmdokumentation beim Staatlichen Filmarchiv der DDR von Thomas Heise aus dem Jahr 1985.

## Handlung
Der Film zeigt den Alltag auf dem Polizeirevier 14 in der Brunnenstraße im Berliner Bezirk Mitte. Die Dienststelle befindet sich in einem Altbau, in dem zur Zeit der Dreharbeiten rege Bautätigkeiten herrschen. Der Diensthabende Offizier des Dienstkollektivs ist ein Leutnant, der bereits seit 14 Jahren der Deutschen Volkspolizei angehört und den Wirkungsbereich des Reviers mit folgenden Worten schildert: 

„Ich kenne diese Gegend, es ist ein Revierbereich, ein echtet Altbaubereich, mit den dazugehörigen Häusern, älteren Häusern, Hinterhöfen und dergleichen Probleme. Dieset Revierbereich liegt also mitten im Alt-Berlin, wenn man so will, wird begrenzt im Norden durch die Staatsgrenze 1,2 Kilometer lang, im Westen grenzen wir in der Gartenstraße an det Revierbereich Vier, im Süden Wilhelm-Pieck-Straße als Grenze am Revierbereich 6 und im Osten, am Prenzlauer Berg, Grenze Schwedter Straße an det Revierbereich 69. Also zirka 25.000 Einwohner, wo ick also verantwortlich bin, gemeinsam mit meinen Genossen, für eene hohe Ordnung und Sicherheit vorbeugend tätig zu sein.“

Die Streifenposten werden zu Beginn ihres Dienstes in die bevorstehenden Aufgaben eingewiesen, auf die Besonderheiten zu den Feierlichkeiten zum Ersten Mai und Tag der Befreiung am 8. Mai hingewiesen und anschließend vergattert. Die Posten können bei ihren Streifenfahrten und Einsätzen ohne Behinderungen gefilmt werden. So müssen sie zu einer jungen Frau fahren, die von ihren Freund im betrunkenen Zustand in den Rücken getreten wurde. Der Freund wird auf die Wache und die Frau in ein Krankenhaus gebracht. In einem Haus müssen die Polizisten einen Streit zweier Mietsparteien, wegen zu lauter Musik, klären. Eine Frau meldet ihren Mann als vermisst, da er nicht nach Hause gekommen ist, ein nicht mehr ganz so junger Mann aus dem Umland wird in der Nacht ohne Geld und Unterkunft auf der Straße aufgegriffen. Eine Lesbe wird von ihrer ehemaligen Freundin nicht eingelassen und deshalb gibt es Krach. Alle diese Fälle sind normale Geschichten für die Polizisten. Auch der junge Punk, den man wegen seines Aussehens zu den Feiertagen nicht auf der Straße sehen will, gehört dazu.
In ihren Pausen geben die Polizisten bereitwillig Auskunft über ihre Herkunft, berufliche Entwicklung und ihren Weg zur Polizei. Daran beteiligen sich alle, vom niedrigen Dienstgrad, über den Diensthabenden Offizier bis zum Revierleiter. Zum Abschluss des Films lesen zwei Schüler aus der 8. Klasse einer Oberschule in der Bergstraße ihre Lebensläufe und Bewerbungsschreiben für Dienst bei der Deutschen Volkspolizei vor.

## Produktion und Veröffentlichung
Bei den Dreharbeiten mit den Streifenwagen wurden folgende Straßen befahren: Brunnenstraße, Invalidenstraße, Ackerstraße, Anklamer Straße, Zionskirchstraße, Swinemünder Straße und der Arkonaplatz.
Der Film war in der DDR nicht für eine öffentliche Aufführung vorgesehen. Die Uraufführung des 16 mm Schwarzweißfilms fand, nach einer Rekonstruktion beim SFB unter der Redaktion von Jürgen Tomm und Barbara Frankenstein, am 8. November 2001 während der 25. Duisburger Filmwoche statt. Eine weitere Premiere erlebte der Film am 11. Dezember 2001 im Berliner Kino Babylon.

## Kritik
Das Lexikon des internationalen Films nennt den Film, der einst zu Archiv- und Forschungszwecken hergestellt wurde, ein „künstlerisch verdichtetes Werk, welches hautnah die abgrundtiefe Tristesse des realen Sozialismus zeigt, aber auch die Bemühungen des Räderwerks einer zunehmend unerträglich gewordenen Erziehungsdiktatur, jede private und gesellschaftliche Regung unter Kontrolle zu bekommen.“